# DP Leonis
DP Leonis (abbreviata DP Leo) è un  sistema stellare binaria ad eclisse posto a circa 1304 anni-luce dal sistema Solare. Questo è un sistema a variabile cataclismica e più specificatamente del tipo AM Herculis, a partire dal nome della stella prototipo) comprendente una classe di stelle variabili intrinseche, consistenti di una stella binaria in cui una componente è una nana bianca, mentre l'altra è una stella normale che cede gas alla compagna.
Il sistema DP Leonis comprende una stella nana bianca e una nana rossa in orbita stretta (circa 1,5 ore).

## Sistema planetario

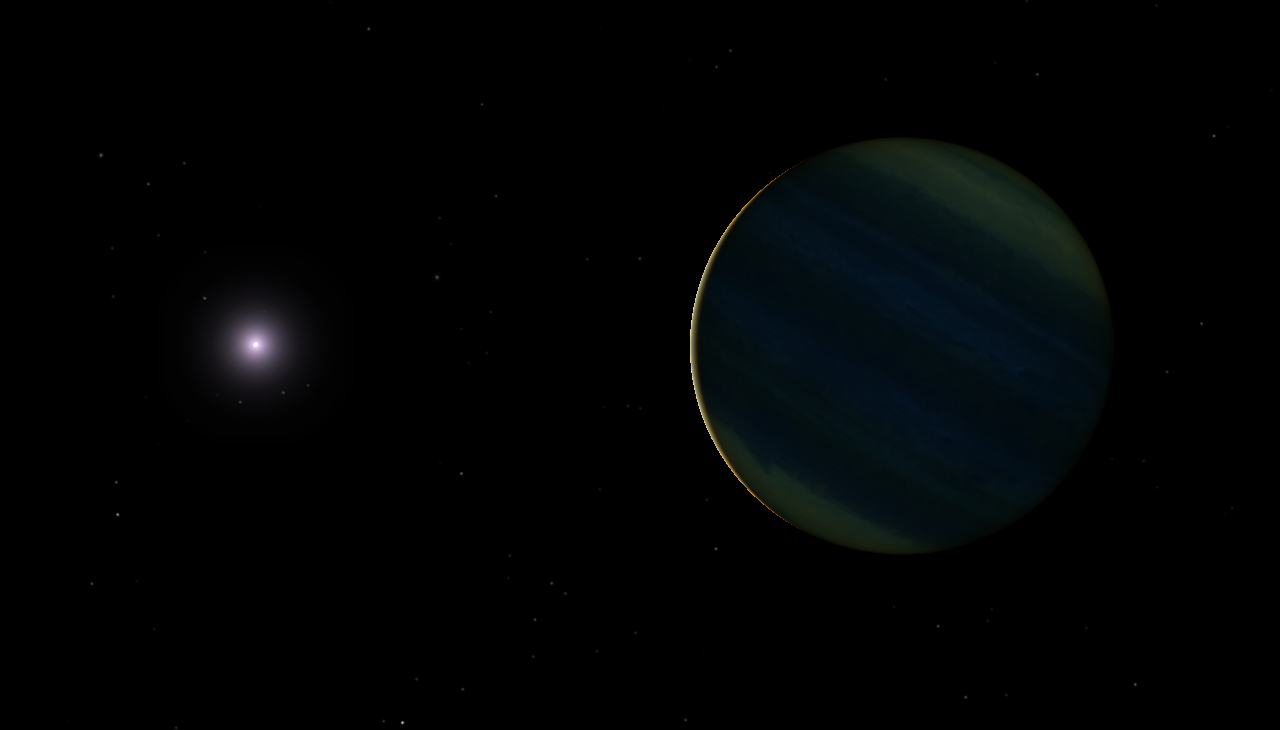
Rappresentazione artistica di DP Leonis e del suo pianeta.

La presenza di un pianeta extrasolare era già stato sospettato nel 2002, ma soltanto nel 2010, Qian et al.  annunciarono il rilevamento di un terzo corpo di massa planetario intorno al sistema binario ad eclisse. L'oggetto è circa 6 volte più massiccio di Giove e si trova ad una distanza di 8,6  AU dal binario.
| Pianeta | Massa         | Periodo orb.    | Sem. maggiore | Eccentricità |
| ------- | ------------- | --------------- | ------------- | ------------ |
| b       | ≥6.1 ± 0.5 MJ | 28.0 ± 2.0 anni | 8.2 ± 0.4 UA  | 0.39 ± 0.13  |